# Varadero

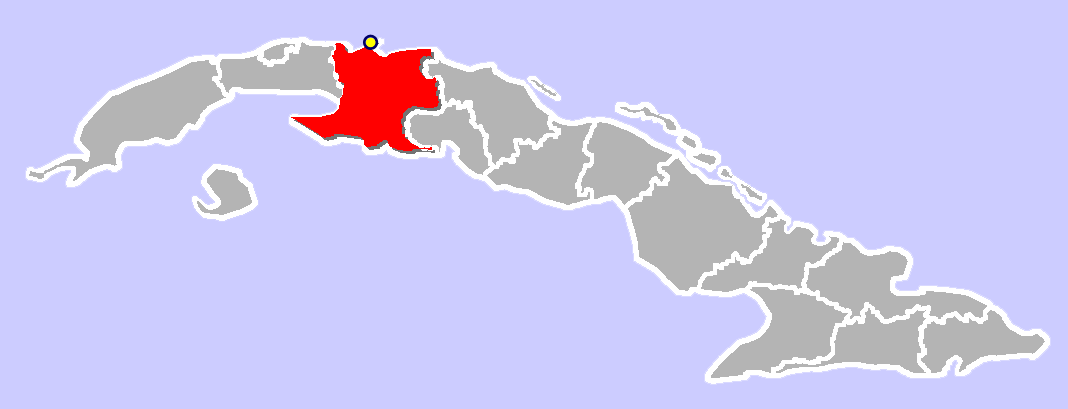
Lage von Varadero (im schwarzen Kreis über der rot markierten Fläche)

Varadero ist ein Sondergebiet (Territorio especial) an der Nordküste Kubas auf der Halbinsel Hicacos, gut 120 Kilometer östlich von Havanna. Es gehört verwaltungsrechtlich zum Municipio Cárdenas in der Provinz Matanzas. Hier befindet sich auch der zu den USA nächstgelegene Punkt der Hauptinsel.
Die ursprünglich bewaldete und von Indianern besiedelte Halbinsel wurde von den Spaniern für den Schiffbau abgeholzt, ihre Höhlen dienten als Unterschlupf für Piraten. Kapitäne ließen ihre Schiffe zur Ausbesserung an diesen Ufern vor Anker gehen, daher der Name Varadero (Reparaturdock). Seit 1587 versorgte die Saline von Varadero (geschlossen 1961) große Teile der spanischen Lateinamerikaflotte mit dem notwendigen Salz für die Überfahrt nach Europa.

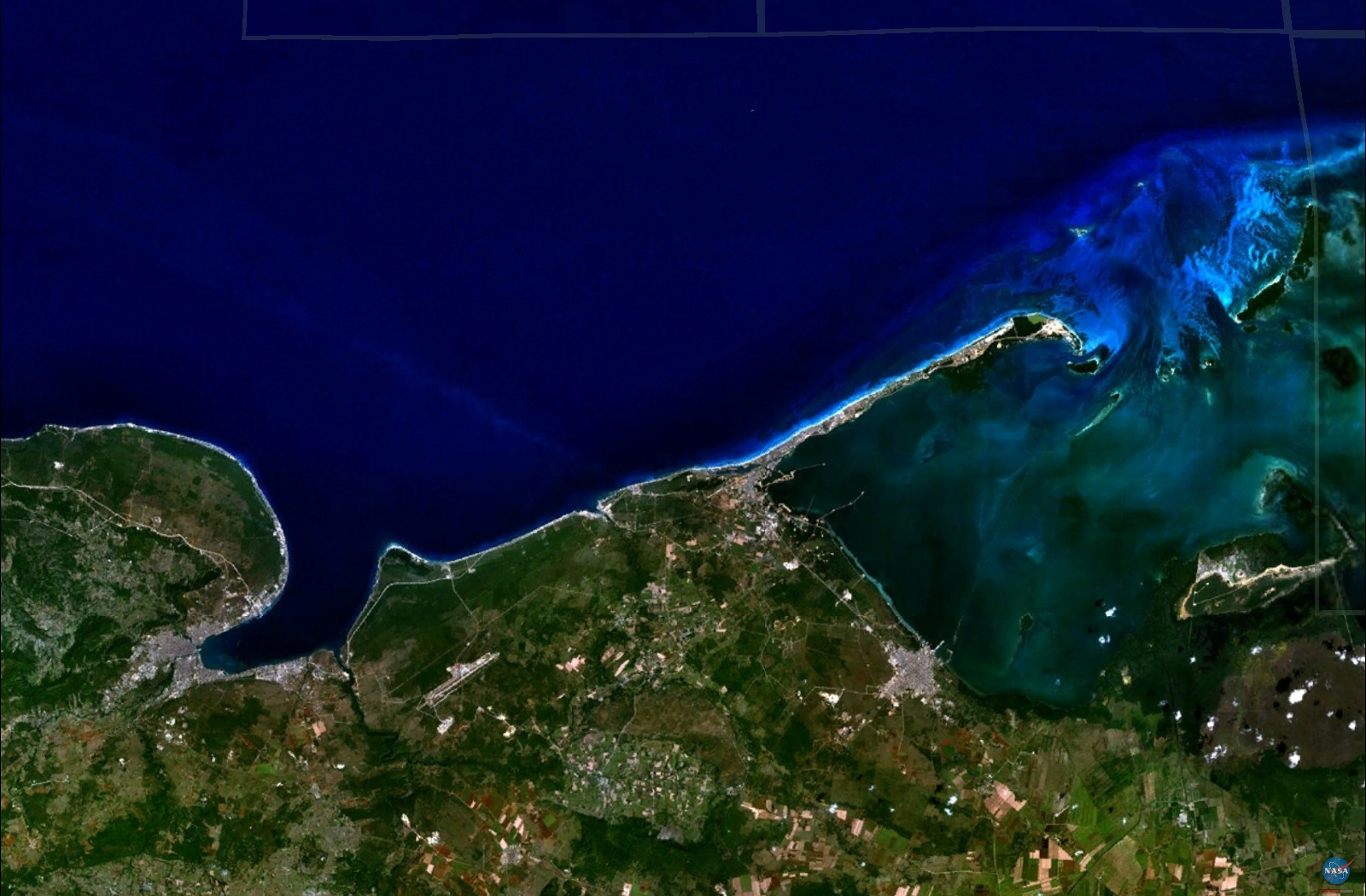
Satellitenaufnahme des Nordens der Provinz Matanzas mit der Halbinsel Hicacos und Varadero.

Im 19. Jahrhundert begannen kubanische Haziendabesitzer am Strand von Varadero Sommervillen zu errichten. Die ersten Parzellen für Ferienwohnungen wurden 1887 im Bereich der heutigen Straßen 42 bis 48 genehmigt. An dieser Stelle nahm ebenfalls der Tourismus in Varadero seinen Anfang. Für die seit 1910 jährlich stattfindende Ruderregatta wurde hier fünf Jahre später das erste Hotel mit Namen „Varadero“ (später „Club Nautico“) für die Angehörigen der kubanischen Gesellschaft errichtet. In den 1920er Jahren folgten ihnen reiche US-Amerikaner, zuerst T. Coleman du Pont, Urenkel von Éleuthère Irenée Du Pont de Nemours, dem Begründer der Pulverfabrik und des späteren Konzerns DuPont, der östlich der Ortschaft Varadero eine Villa errichtete und einen Golfplatz anlegte. Auch Al Capone besaß in der Nähe des Hafens am westlichen Ortsrand eine Villa in Varadero (die er allerdings nicht selbst bewohnte, sondern als Depot für Schmuggelware nutzte), ebenso der kubanische Präsident und spätere Diktator Fulgencio Batista.

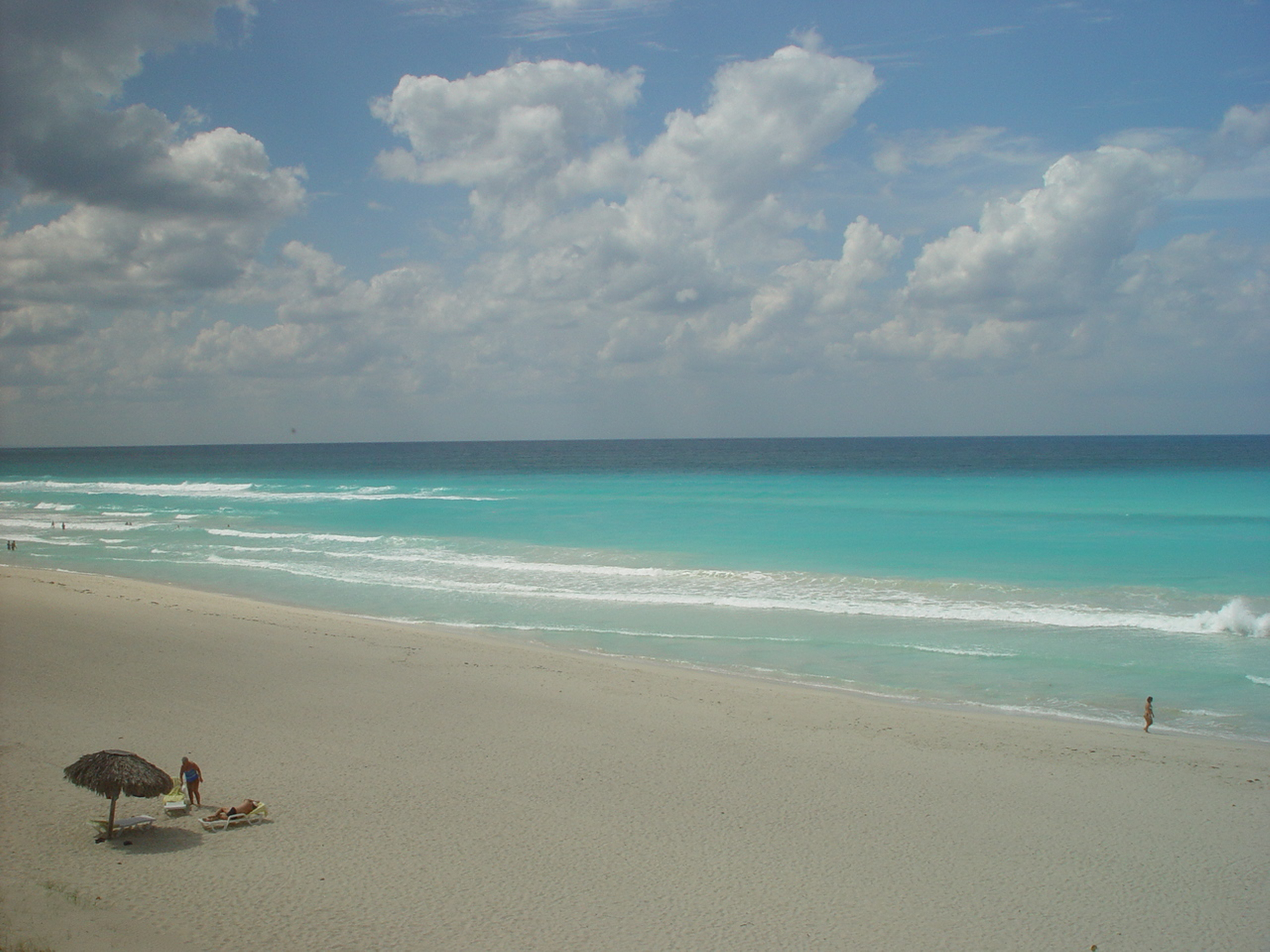
Strand in Varadero

Ab 1950 setzte ein erster Boom des Massentourismus ein, eine Reihe von Hotels wurden gebaut. Nach der Revolution von 1959 wurden die Grundstücke enteignet sowie der etwa 20 Kilometer lange weiße, feinsandige Strand Varaderos zur öffentlichen Nutzung freigegeben. Symbol dieses neuen integrierten Tourismus für Einheimische aller Schichten und ausländische Besucher wurde der 1960 erbaute Park der „8000 Taquillas“ (Taquilla = Umkleideschrank), wo die Tagestouristen neben der Aufbewahrungsmöglichkeit für ihre Wertsachen auch sanitäre Einrichtungen, Verleih von Badeartikeln und gastronomische Einrichtungen vorfanden. Im Park fanden erstmals auch die bislang marginalisierten Teile der Bevölkerung inklusive der Frauen Varaderos eine bezahlte Arbeit. Rund um den Park entwickelte sich das Zentrum des Ortes.
In den 1960er bis 1980er Jahren entwickelte sich Varadero außerdem zu einem Zentrum der kubanischen Musik und Kulturszene. Der zentrale Park (8000 Taquillas) wurde zum Veranstaltungsort für zahllose Konzerte und Festivals.
Seit Kubas Öffnung für den internationalen Tourismus hat sich Varadero zum beliebtesten Reiseziel in Kuba entwickelt. Besonders 4- und 5-Sterne-Hotels wurden seit 1990 gebaut. So wurde zum Beispiel 1991 durch den damaligen Staatschef Fidel Castro persönlich das Hotel Melia Varadero eingeweiht. Der ursprünglich zur DuPont-Villa gehörende Golfplatz wurde von neun auf achtzehn Löcher erweitert.

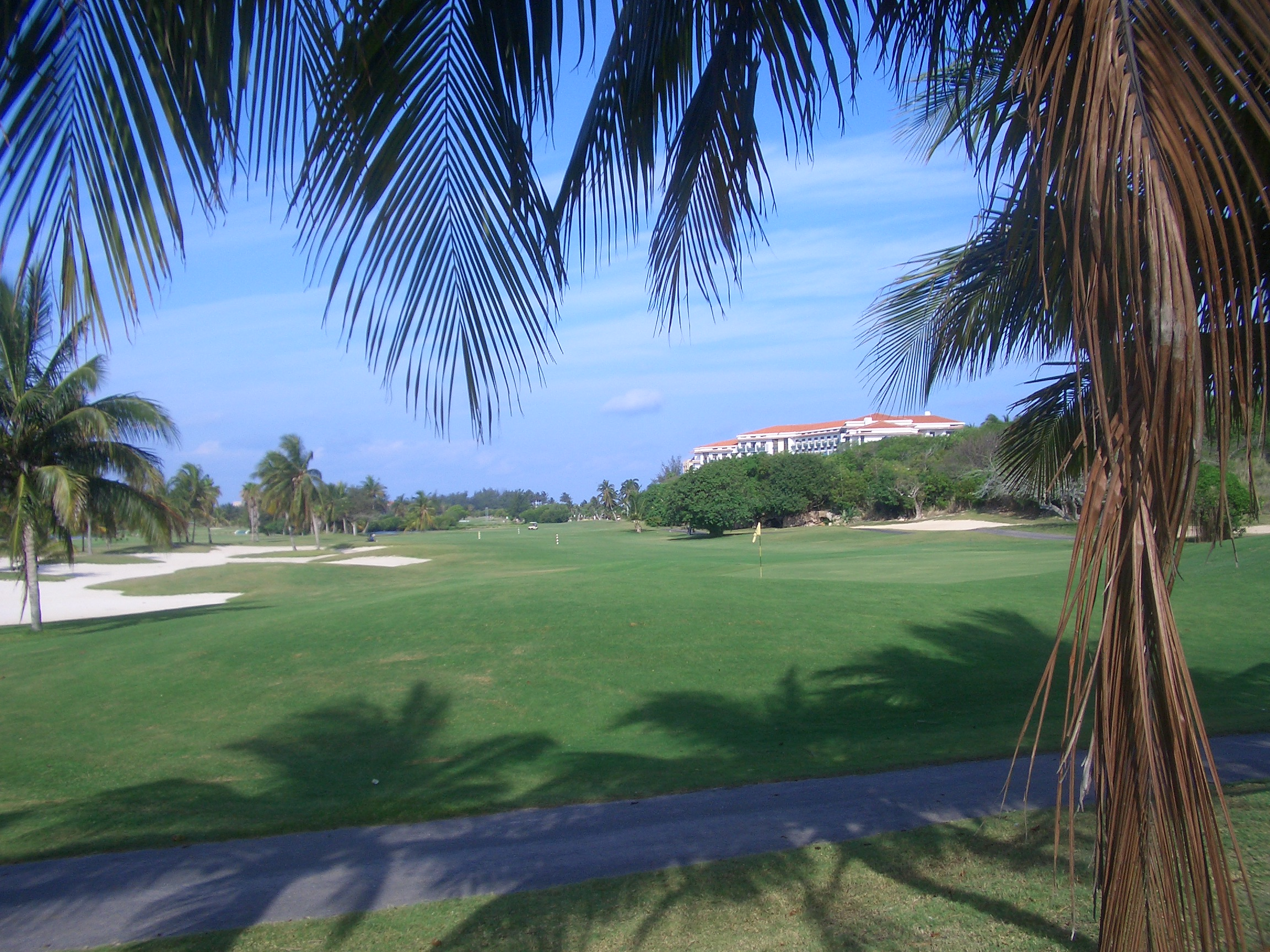
Golfplatz in Varadero

Einher mit der Aufwertung Varaderos als Tourismusziel ging jedoch eine Verdrängung der lokalen Bevölkerung aus den Schlüsselpositionen von Staat und Tourismuswirtschaft, welche zunehmend mit Kadern aus anderen Landesteilen besetzt wurden. In der Folge dieses Prozesses hat Varadero viel von seinem kulturellen und sozialen Leben sowie seinen Traditionen eingebüßt. Einrichtungen wie der zentrale Park, das Kino und angestammte Kulturtreffpunkte wurden zugunsten eines auf die Hoteleinrichtungen beschränkten All-Inclusive-Tourismus vernachlässigt und schließlich geschlossen. Ortstypische Veranstaltungen wie der internationale Karneval im Januar/Februar, in dem seit den 1980er Jahren ausländische Besucher und Einheimische gemeinsame Initiativen entwickelt hatten, wurden ebenfalls abgewickelt.
Eine kuriose Sehenswürdigkeit sind die – vorzugsweise im Westteil vorkommenden – Landkrabben.
Der uralte und riesige Kaktus „Patriarch“ stellt eine weitere Attraktion dar.

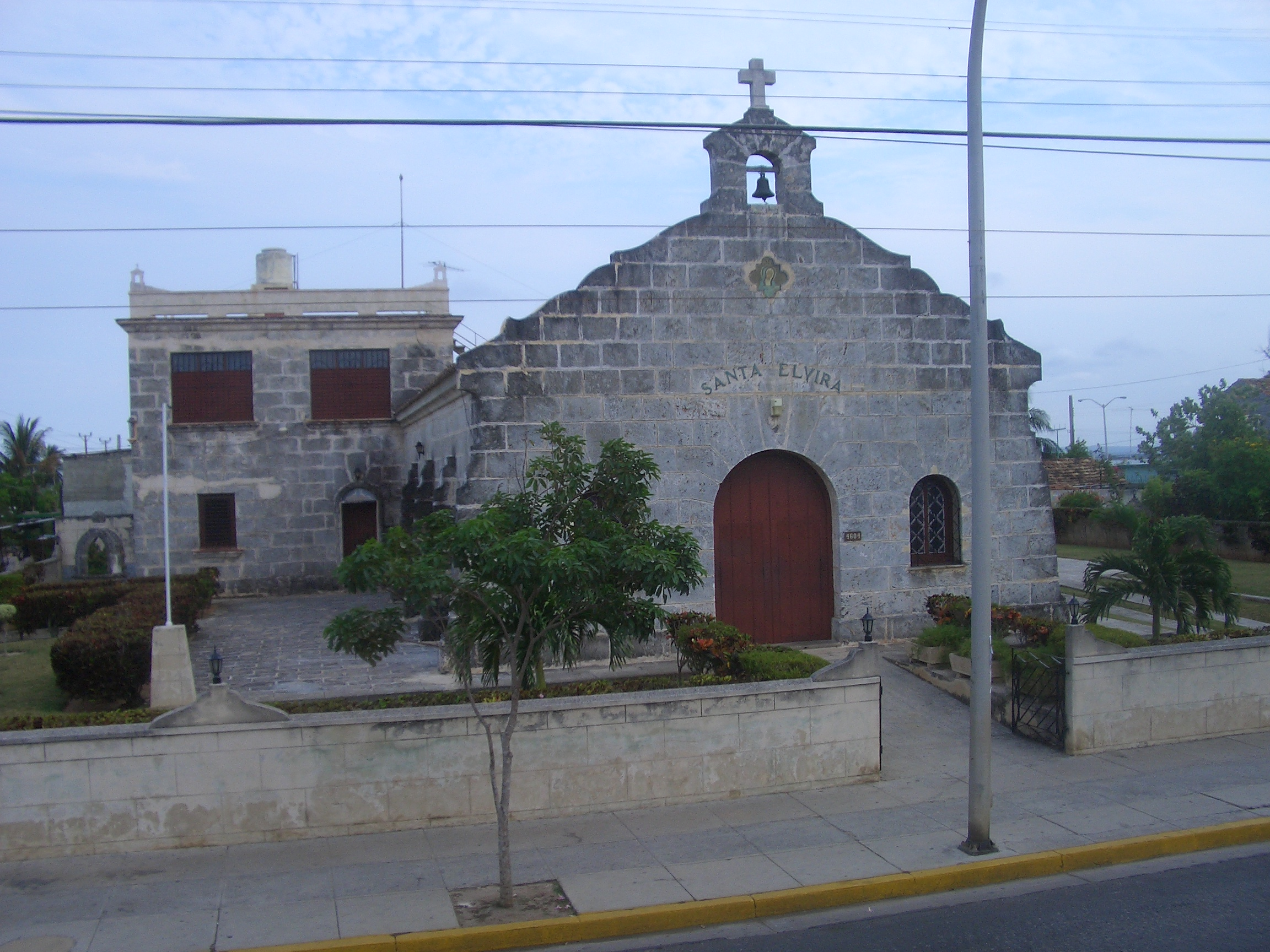
Katholische Kirche in Varadero

Varadero hat heute etwa 7000 Einwohner auf der Halbinsel Hicacos sowie weitere 13.000 in den eingemeindeten Ortschaften Santa Marta und Boca de Camarioca und wird von rund 500.000 Touristen jährlich besucht. Die übermäßige Ausbeutung und fehlende Pflege der natürlichen Ressourcen (Strand, Baumbewuchs) sowie der Verlust des Lokalkolorits lassen indes die Besucherzahlen stagnieren.
In der Nähe der Stadt befindet sich der neben Havanna wichtigste internationale Flughafen Kubas, der Flughafen Varadero „Juan Gualberto Gómez“. Dieser wurde Ende der 1980er/Anfang der 1990er Jahre etwa 20 km nach Westen verlegt, da der alte Flughafen an die Kapazitätsgrenzen stieß; außerdem ergab sich durch die räumliche Nähe zur Halbinsel ein deutliches akustisches Störungspotential. Teile der alten Flughafengebäude sowie die Landebahn sind noch vorhanden und werden als Flughafen Kawama zumeist für Touristenrundflüge mit älteren Maschinen aus russischer Produktion genutzt.